# Furjanići
Furjanići is een plaats in de gemeente Ozalj in de Kroatische provincie Karlovac. De plaats telt 41 inwoners (2001).